# Léon Darrien
Léon Darrien (25 ottobre 1887 – 19 febbraio 1973) è stato un ginnasta belga.

## Palmarès

### Olimpiadi
- 1 medaglia:
  - 1 bronzo (Anversa 1920 nel concorso svedese a squadre)